# 에를리코사우루스
에를리코사우루스(Erlikosaurus)는 중생대 백악기 후기, 오늘날 아시아 대륙에서 서식한 2족보행의 초식 공룡이다. 속명의 뜻은 몽골과 튀르크 신화에서 죽음과 저승을 관장하는 악신의 이름인 '에를리크(Erlik)'에서 따온 '에를리크의 도마뱀'을 의미한다.

## 발견과 특징
화석은 몽골에서 발견되었다. 전체 몸 길이는 약5m~6m, 체중은 160kg~200kg 정도 되었을 것으로 추정된다. 머리는 가늘고 긴 모양이고, 주둥이에는 이빨이 없다. 입 안에 날카로운 이빨이 나 있고, 목이 길고, 발에는 갈고리 모양의 발톱이 3개 있으며, 긴 꼬리를 가졌다.